# Frida von Holtzendorff
Frida von Holtzendorff (* 8. April 1858 in Gotha; † 6. August 1930 in Berlin) war eine deutsche Übersetzerin.

## Leben
Ein Urgroßvater väterlicherseits war der Mathematiker Ernst Gottfried Fischer. Die Eltern waren der Staatsanwalt Otto von Holtzendorff und die Sängerin Eveline, geborene von Ribbentrop, in Berlin. Frida hatte sechs Geschwister. Ein Bruder war der Großadmiral Henning von Holtzendorff, die Schwester Sara von Janson verfasste eine Familiengeschichte, zwei Geschwister hatten in die Schriftstellerfamilie Zitelmann geheiratet.
Frida von Holtzendorff lebte einige Zeit in England.
1870 veröffentlichte sie eine Schrift über Englands Presse.
Seit 1908 übersetzte sie Romane und Erzählungen aus dem Englischen, meist Kriminalgeschichten.
Sie lebte zuletzt in der Kalckreuthstraße 16 in Berlin-Charlottenburg und ist im Familiengrab in Jagow in der Uckermark bestattet.

## Publikationen
Verfasserin
- England’s Presse, 1870

Übersetzerin
- Henry A. Hering: Der Klub der Einbrecher. Kleine Verbrechergeschichten, 1908, Neuauflagen 1909, 1911, 1919, 1931
- Arthur Morrison: Detektiv Hewitt, 1909, Neuauflagen 1918, übersetzt mit Wally Landsberg Text im Projekt Gutenberg-DE
- Joseph Sheridan Le Fanu: Das Zimmer im „Fliegenden Drachen“ aus den Aufzeichnungen des Dr. Hesselius, 1909, Neuauflage 2008[5]
- R. Elliott: Das Emigrantenschiff, 1909
- Henry A. Hering: Marmaduke Dulcimer und andere Erzählungen, 1911
- John Oakley: Das Geheimnis von Hampstead, 1913
- Henry A. Hering: Die Gäste des Majors und andere Novellen, 1914
- George Barr McCutcheon: Der rote Sonnenschirm. Novelle, 1914
- Edward Phillips Oppenheim: Mr. Wingrave Millionär. Roman, 1914
- Sidney Osborne: Die oberschlesische Frage und das deutsche Kohlenproblem, 1921
- Burton Egbert Stevenson: Fräulein Holladay, 1923

Weitere Schriften
- Brief mit den Schwestern Eva, Martha und Sara an den Schriftsteller Gustav Freytag, 1871[6]